# Bolborhynchus lineola
Bolborhynchus lineola là một loài chim trong họ Psittacidae.

## Hình ảnh

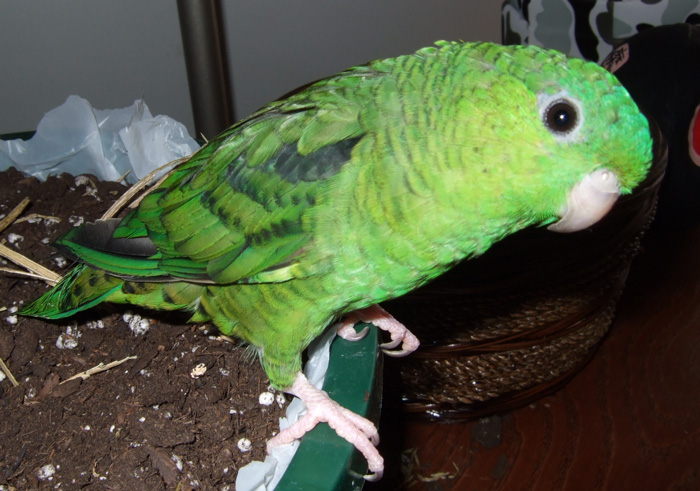
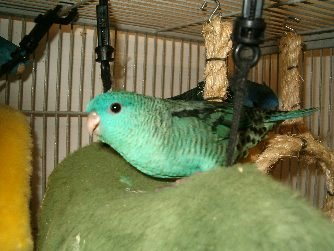
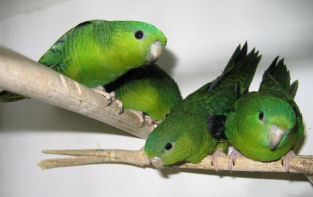
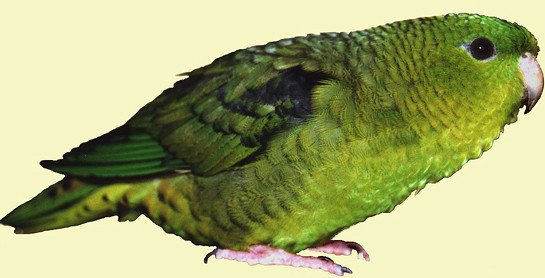
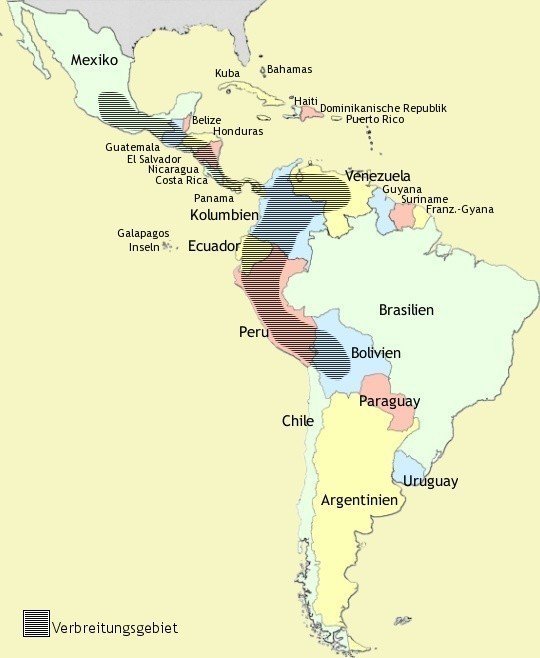
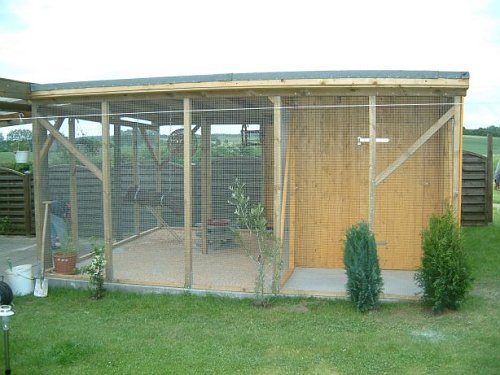
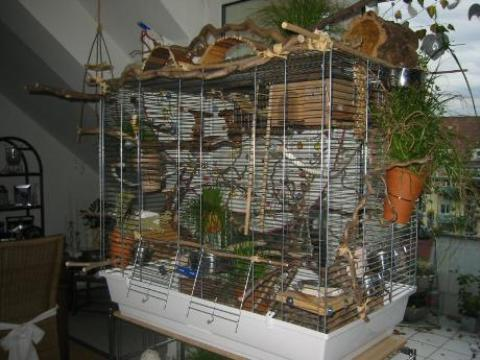